# Nikanoria ephedrae
Nikanoria ephedrae är en stekelart som beskrevs av Wallace A. Steffan 1961. Nikanoria ephedrae ingår i släktet Nikanoria och familjen kragglanssteklar.
Artens utbredningsområde är:
- Frankrike.
- Spanien.

Inga underarter finns listade i Catalogue of Life.